# Brouwerij Van den Houte - De Vos (Meldert)
Brouwerij Van den Houte - De Vos is een voormalige brouwerij in het Oost-Vlaamse Meldert in België.  De brouwerij was gelegen in de huidige Domentstraat, aan de kruising met de Putveldweg en was actief tot 1921.
De brouwerij produceerde bier op vaten, dat zeer lokaal verdeeld werd.

## Historiek

### Brouwerij Van den Houte: 1755 - 1907
Brouwerij Van den Houte is een van de oudste brouwerijen in Meldert. In 1755 is er al een vermelding van Guillielmus Van den Houte als "klijnen pachter en brouwerken met eenen knecht".

### Brouwerij De Vos: 1907 - 1921
Familie De Vos, een molenaarsfamilie uit Meldert, nam in 1907 de vrijgekomen brouwerij over. Ze konden immers niet achterblijven op eeuwige concurrent, molenaarsfamilie De Vis, die ook aan het brouwen was geslagen.
Dit was echter van korte duur: de Eerste Wereldoorlog zorgde dat het bedrijf in 1914 stil viel. Na de oorlog werden er nog pogingen gedaan om het bedrijf herop te starten, maar in 1921 gingen de boeken definitief toe.